# Regeringen Neergaard I
Regeringen Neergaard I var Danmarks regering 12. oktober 1908 – 16. august 1909.
Ændring: 31. marts 1909
Den bestod af følgende ministre:
- Konseilspræsident og Forsvarsminister: Niels Th. Neergaard
- Udenrigsminister: C.W. Ahlefeldt-Laurvig
- Finansminister: Charles Brun
- Indenrigsminister: Klaus Berntsen
- Justitsminister: Svend Høgsbro
- Minister for Kirke- og Undervisningsvæsenet: Enevold Sørensen
- Minister for offentlige arbejder: Jens Jensen-Sønderup
- Landbrugsminister: Anders Nielsen
- Minister for Handel og Søfart: Joh.F.C. Hansen
- Minister for Island:

Hannes Th. Hafstein til 31. marts 1909, derefter
Bjørn Jonsson

## Baggrund
Få dage før forsvarskommissionen afleverede sin betænkning om den nye forsvarsreform den 28. juli 1908 gjorde J.C. Christensen sin regering kampklar ved en rekonstruktion af regeringen, hvor bl.a. Neergaard blev ny finansminister, hvormed medlemmerne af den moderate Venstre gruppe reelt sluttede sig til Venstre.
J.C. Christensen vidste, at de Moderate var forhadte i Venstre på grund af det forlig, som de havde indgået med Højre i 1894, og som havde bragt J.B.S. Estrup til fald, men J.C. Christensen havde brug for en stærk regering til at forhandle forsvarsreformen på plads. De Moderate og Niels Neergaard ønskede indflydelse, og da regeringen var en flertalsregering, der ene og alene bestemte den førte politik, gik indflydelsen over regeringsmagten, hvorfor tilbuddet var tillokkende. 
På trods af den stærke regering og J.C. Christensens ønske om at gennemføre forsvarsreformen, blev der dog intet forlig. Den 8. september 1908 meldte den tidligere justitsminister Peter Alberti sig således på Københavns domhus som bedrager. Dette kunne synes som en ligegyldig sag for regeringen, da Alberti efter regeringsomdannelsen ikke mere var medlem af regeringen, men på grund af de æresbevisninger, som den nye konge Frederik 8. havde tildelt Alberti i forbindelse med hans ministerafgang, følte kongen sige meget vel misbrugt og vildledt. Dermed var sagen ikke mere ubetydelig for regeringen, og J.C. måtte træde tilbage og overlade embedet til Niels Neergaard.
Ministeriet Neergaard måtte se det som sin hovedopgave at få forsvarsordningen gennem Rigsdagen. Dette lod sig imidlertid ikke gøre, og efter et års tid resulterede forsvarsspørgsmålet i en splittelse af Venstre i to fraktioner, hvormed regeringen kom i mindretal, og lod sig fælde på foranledning af J.C. Christensen. Neergaards forslag til forsvarsordningen var blevet opfattet som vendt mod Tyskland, hvilket var uacceptabelt for J.C. Christensen, som hele tiden havde arbejdet for, at et dansk forsvar aldrig måtte være rettet mod Tyskland.